# Sint-Annakapel (Stoumont)
De Sint-Annakapel is een kapel in de gemeente Stoumont in de Belgische provincie Luik. De kapel ligt aan de weg van Stoumont naar La Gleize.
De kapel is gewijd aan Sint-Anna en is een beschermd monument.
Ongeveer 500 meter naar het zuidwesten staat het Kasteel Froidcourt en ongeveer 700 meter naar het zuiden stroomt de Amblève. Rond de kapel ligt een bos dat dezelfde naam draagt.

## Geschiedenis
In 1556 werd de kapel gebouwd in opdracht van de heren van Froidcourt.
In 1666 bouwde men het schip op de plaats van het oude koor.

## Opbouw
De georiënteerde kapel is eenvoudig van opzet en heeft een rechthoekig grondplan. Ze heeft, beginnende aan de westzijde, een luifel, eenbeukig schip en in het oosten een koor. Onder de luifel geeft een rondboogpoort toegang tot de kapel. Op het dak bevindt zich een dakruiter, een kleine zeshoekige toren.

## Galerij

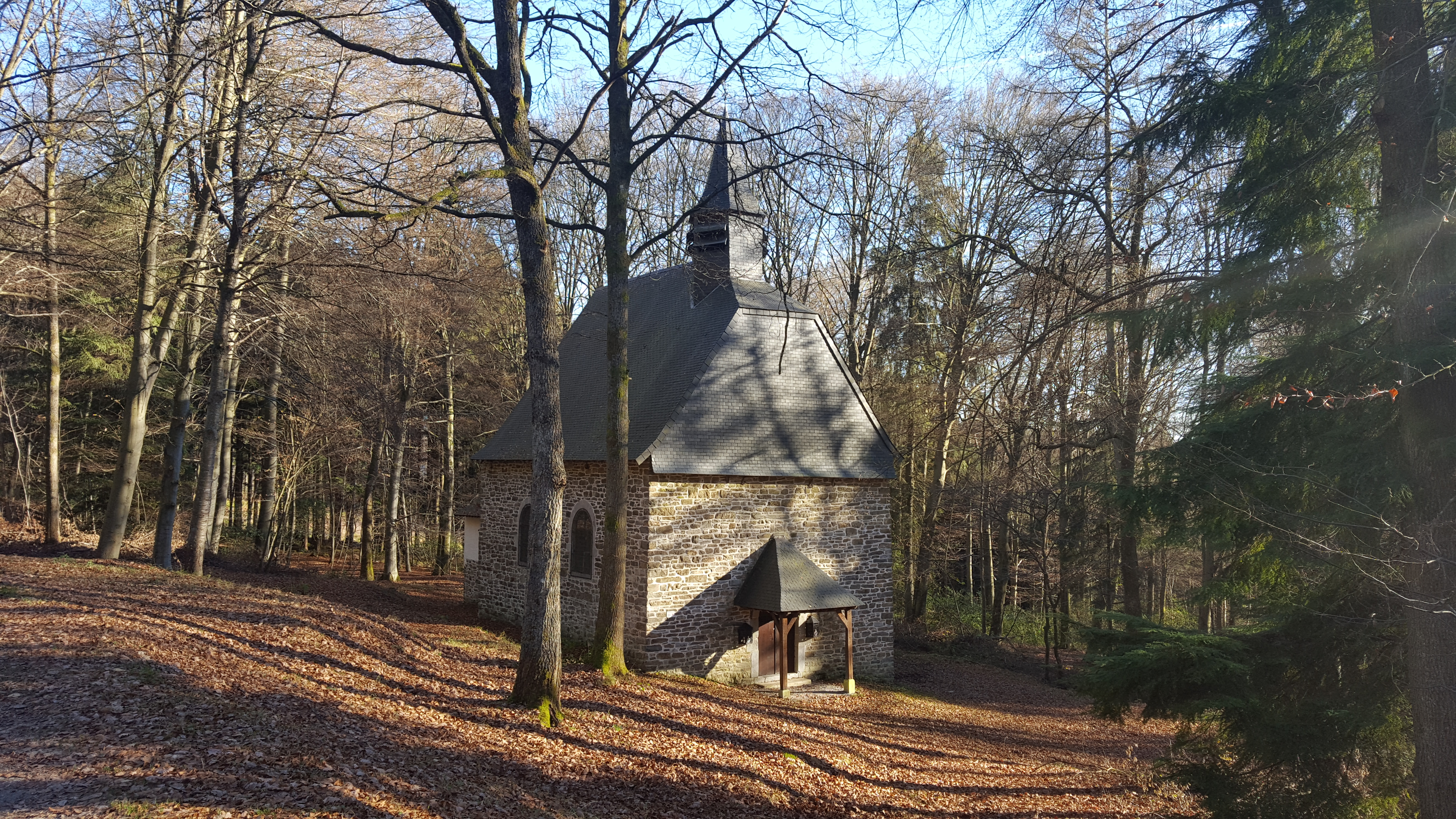
Voorzijde
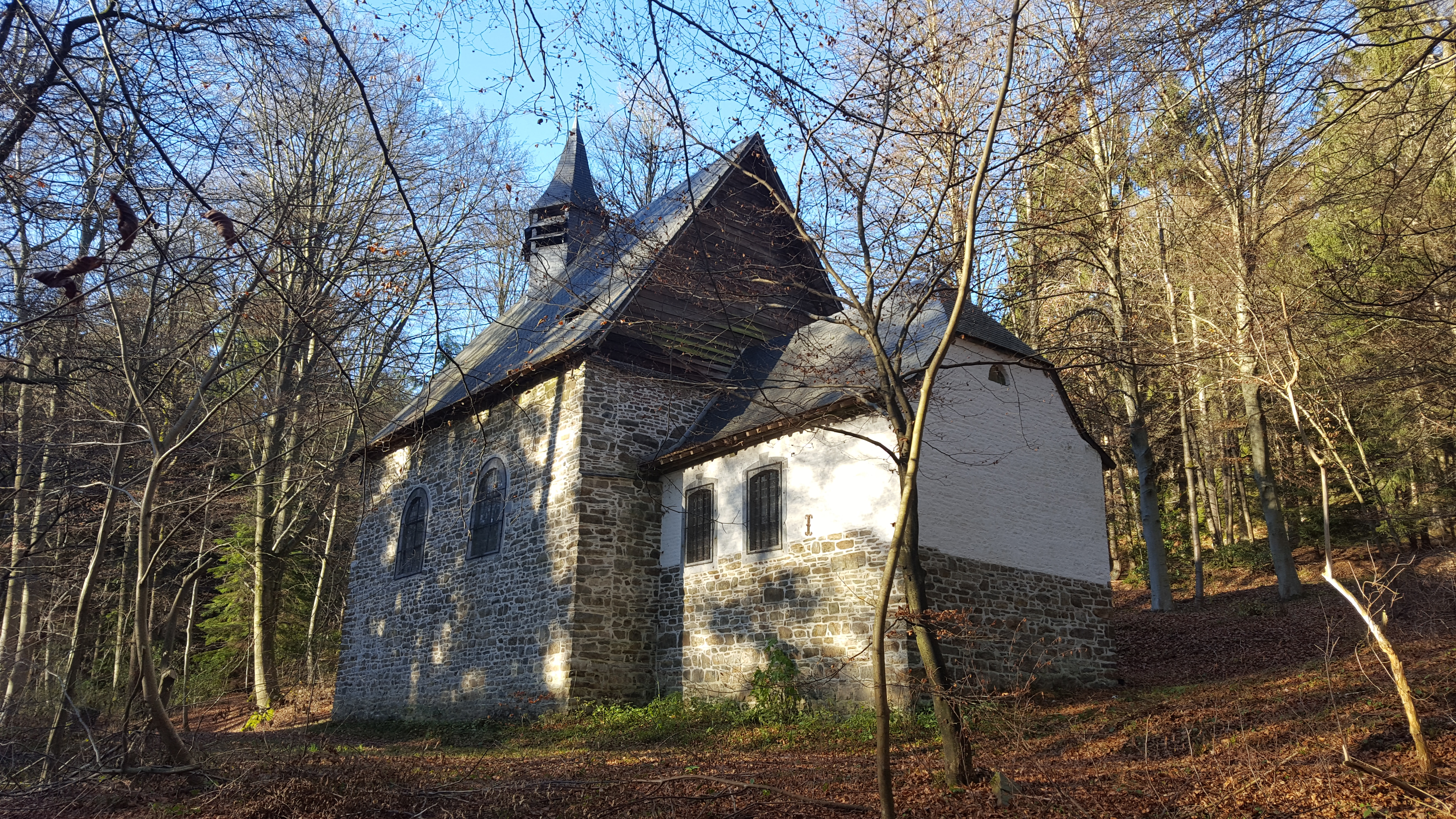
Achterzijde
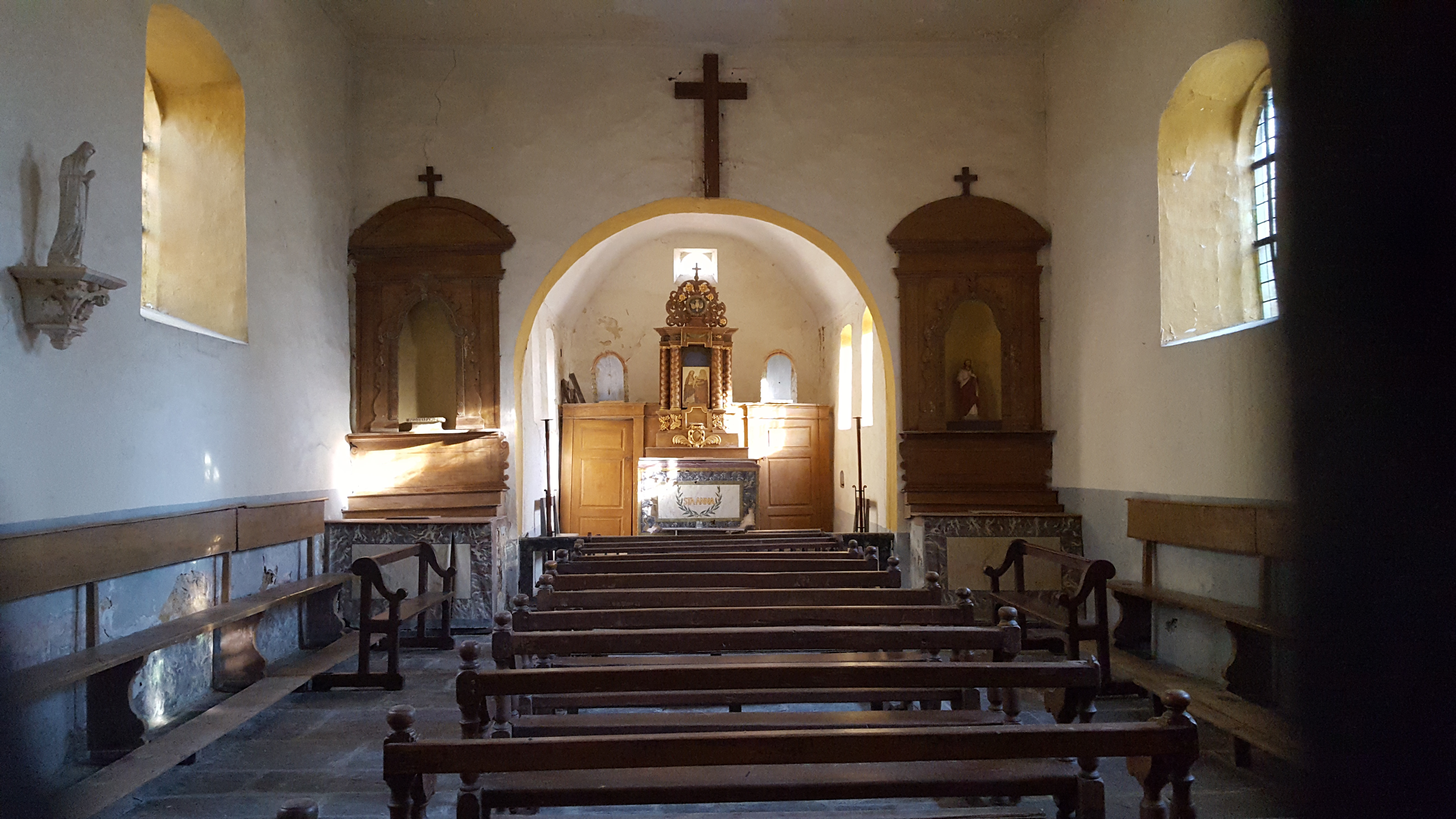
Interieur